# Relations entre l'Espagne et la France
Les relations entre l'Espagne et la France sont des relations internationales s'exerçant au sein de l'Union européenne entre deux États membres de l'Union, le royaume d'Espagne et la République française. Elles sont structurées par deux ambassades, l'ambassade d'Espagne en France et l'ambassade de France en Espagne, ainsi que par des instituts culturels tel que l'Institut français de Madrid. Les deux pays sont membres de l'Organisation du traité de l'Atlantique nord (OTAN) et de la zone euro.
L'Andorre, enclavée entre les deux pays, concède son trône à deux coprinces, l'évêque d'Urgell en Espagne et le chef d'État français.

## Histoire
Les deux pays disposent d'un héritage romain commun. Après l'unification du royaume d'Espagne en 1512, les États se sont opposés lors de la guerre franco-espagnole (1635-1659) et lors de la guerre d'indépendance espagnole (1807-1814) lorsque le royaume d'Espagne était inféodé au Premier Empire de Napoléon Ier.

### Du XVIIIe siècle à la première moitié du XIXe siècle

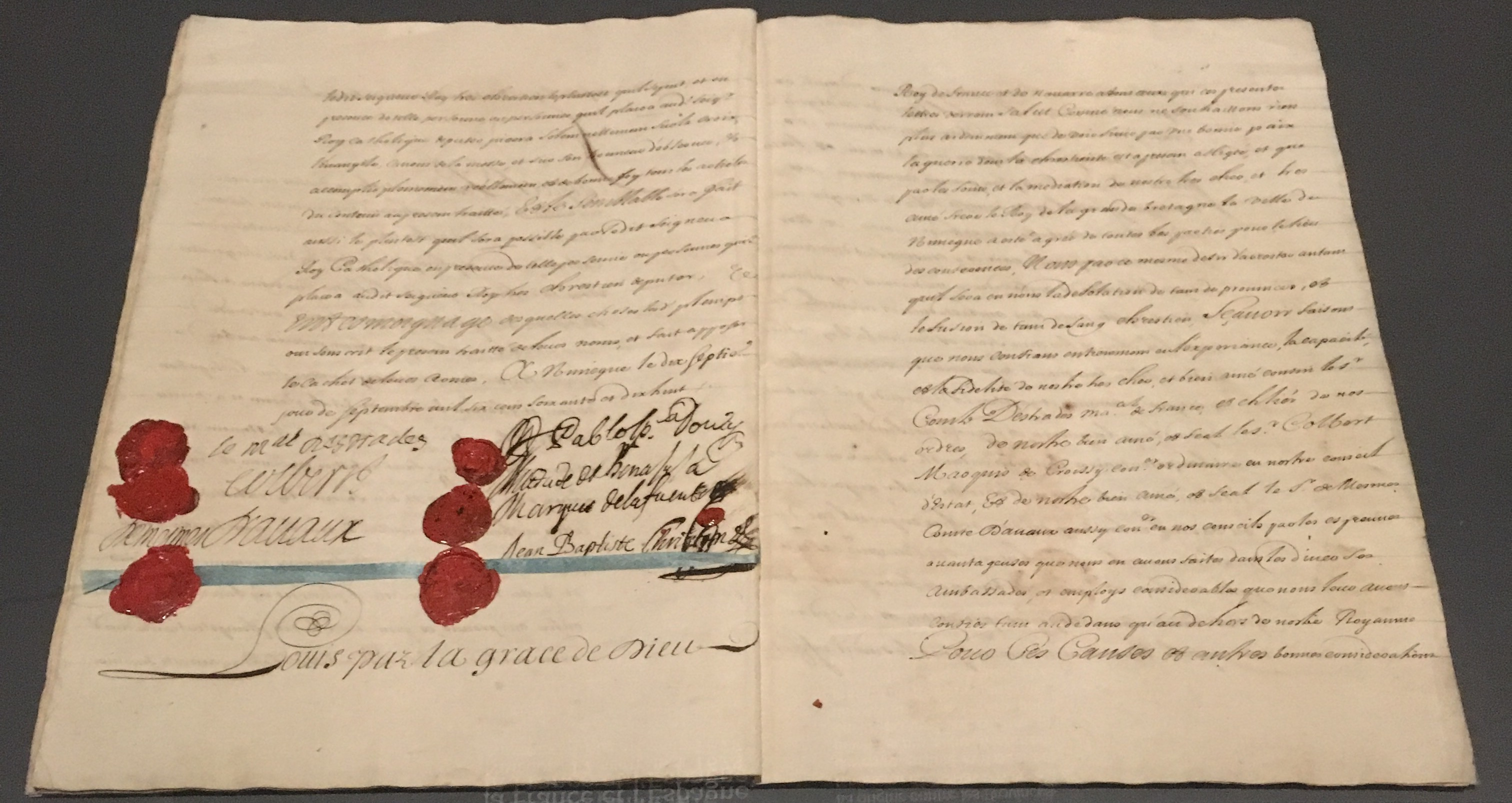
Le traité de Nimègue, le 17 septembre 1678, par lequel l'Espagne cède notamment la Franche-Comté à la France.

### Deuxième République espagnole et Troisième République française

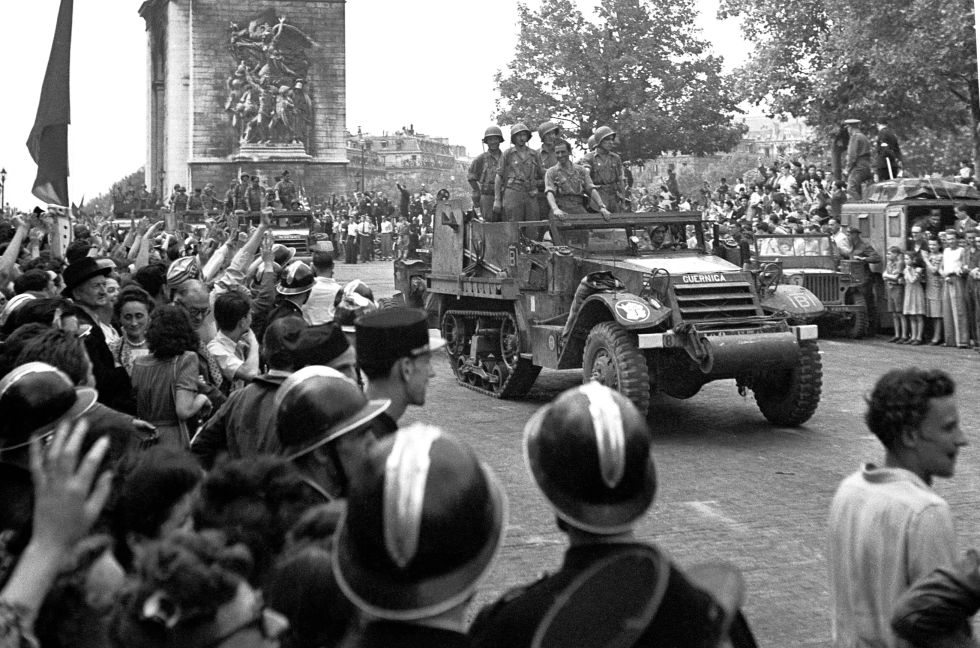
Les Républicains espagnols de la Nueve ont été les premiers soldats de la 2ème division blindée à entrer dans Paris le 24 aout 1944.

Après la fin de la guerre civile espagnole, des centaines de milliers de réfugiés gagnent la France. Pendant l’occupation allemande, Charles Tillon, fondateur des Francs-tireurs et partisans français (FTPF), contacte dès la fin de l’été 1940 les organisations du Parti communiste d'Espagne. Beaucoup de militants rejoignent l'organisation de la Main-d'œuvre immigrée (MOI), laquelle va occuper une place majeure au sein de la résistance en France, tandis que d'autres forment des détachements armés sous commandement du PCE. Les résistants espagnols, bien que fortement atteints par les rafles, prendront part notamment à la libération de Paris et de Strasbourg. Quelque 10 000 Espagnols ont participé à la résistance.

### Deuxième moitié duXXesiècle

#### De la guerre d'Espagne à la mort de Franco (1936-1975)
Dans les années 1940, les relations franco-espagnoles sont à nouveau tendues en raison de la victoire des nationalistes de Franco dans la guerre d'Espagne soutenus par l'Italie mussolinienne et l'Allemagne hitlérienne. L'avènement de la guerre froide conduit cependant les deux États à améliorer leurs relations bilatérales dans le cadre de l'ennemi communiste commun. La frontière est rouverte en 1948. En avril 1963, le Ministère de l'Économie et des Finances visite Madrid afin de conclure un nouveau traité commercial bilatéral.

#### Fin du régime de Franco et intégration européenne
Depuis 1975, les relations ont continué de s'améliorer après la fin de la dictature de Francisco Franco. Les relations bilatérales sont également marquées par une coopération policière contre le groupe terroriste Euskadi ta Askatasuna actif en France et en Espagne.

## Coopérations thématiques

### Sciences
L'Espagne est membre de plusieurs organismes de recherche installés en France comme l'Institut Laue-Langevin, l'Institut de radioastronomie millimétrique ou encore l'European Synchrotron Radiation Facility.

## Population
Selon Eurostat, 122 385 citoyens français vivent en Espagne et 128 000 citoyens espagnols vivent en France.

## Sources

## Compléments